# 恋愛フロップス
『恋愛フロップス』（れんあいフロップス）は、パッショーネによる日本のアニメーション作品・オリジナル作品である。2022年10月から12月までAT-Xほかにて放送された。
普通の男子高校生が、5人の少女たちとの恋愛模様に巻き込まれる姿を描いたオリジナルアニメ作品である。

## あらすじ
舞台は現代よりも科学が発展しAIが普及した世界。
謎の女性が自分の前から去っていくという不思議な夢を見た男子高校生柏樹 朝は、その朝テレビで見覚えの無い占いコーナーで複数のラッキーワードを聞き、登校中ラッキーワードの通りに5人の人物と出会いトラブルに巻き込まれてしまう。
トラブルによって遅刻しながらも学校に到着すると、自分のクラスに今朝出会った人物全員が転校生や新任の教師として集まっており、出会いはそれぞれ最悪だったが、それがまるで嘘だったかのように5人は朝に好意を見せ始め、更に自宅に帰宅するとまたもや全員が集まっている。その時父親からメッセージが届き、5人の人物が自分の結婚相手の候補であり、5人と共同生活をするようにと一方的に告げられる。こうして6人での共同生活が始まった。 
共同生活の中で5人の事情を把握していき、絆を深める6人。しかしある日、なぜか愛生が不在で、好雄に海に遊びに行くことを誘われる5人。好雄のとある恋愛シミュレーションゲームの登場キャラ張りのキザな台詞回しに唖然とする５人だったが、好雄は送迎に来た実家のリムジンに吹き飛ばされて居なくなり、好雄不在で海に遊びに行くことになる。海で遊んだ帰り道、突然アメリア達4人が消えてしまい、代わりにさっきまで居なかった愛生が一人で現れ、朝はなぜかアメリア達を思い出せなくなる。その後も狂った時計、携帯を壊すなど不自然な状況が続く。その後朝はアメリア達の事を思い出し、今の状況を愛生に尋ねると、愛生の代わりに以前の夢で見た幼馴染である井澤 愛が登場。愛に「もうここには来ないで」と拒絶されると同時に、突然エラー画面が周囲を覆い、朝の意識が消える。 
目覚めた朝がいたのは自宅。しかしアメリア達はおらず、代わりに母がいた。また学校に登校すると自分の席は別人の席になっていおり、困惑する朝。そこに好乃・ファインマンが現れ、ある設備に連れていかれると同時に真実が語られる。それは自分が先ほどまでアメリア達と共同生活をしていたのは仮想空間の話であり、アメリア達は研究機関によって作られたAIであること。夢に現れた幼馴染である愛は病気によって既に死亡しているということ。そして自分は長い間引きこもっており、AIに恋愛感情を学ばせる研究の被験者として一時的に全てを忘れ、仮想空間に入っていたことだった。
全てを思い出し把握した朝が愛の墓の前で泣き崩れているのと同時刻、町中の電光掲示板に愛生が現れ、電子機器が使用不能となる。それは暴走した愛生が衛星のシステムを乗っ取り混乱させているからであった。アクセスを拒絶する衛星から唯一発信された「会いたい」というメッセージから、好乃は朝が解決のカギと見て再び朝の元を訪ね、協力を求める。しかし事実を知らされたばかりでショックから立ち直れていない朝は拒否。その時、ラブリンが異常動作を起こし映像を映す。それは愛生の暴走による強制ログアウトから辛うじて退避したアメリア達の姿だった。いつも通りの喧嘩をみせつつ、朝に愛生を助けるように求め、その直後再び愛生の暴走により電子機器が停止、アメリア達の映像が途切れてしまう。更に好乃は、このままでは研究所の判断で衛星ごと愛生たちを処分されてしまうことを伝える。この発言に加え今までを振り返ることで決意を固めた朝は、好乃のバイクに乗って衛星にアクセスできる施設に行き、衛星にアクセスする。
仮想空間ではアメリア達の援護の元、強制ログアウトを執行する者やイレイサープログラム、それによって強化された者達から逃げながら愛生の元へ向かい、道中モンファ、カリン、イリーナ、アメリアの順で消滅してしまいながらも、愛生の元にたどり着く。愛生の元に辿り着いた朝は愛生の胸に顔を埋め、愛生の中にある愛の記憶を見て病床に伏せる愛の気持ちを知る。その後愛生は朝を大きな木の下に案内し、そこに愛はいた。前に進むために自分を忘れるように諭す愛に対し、絶対に忘れられないと答える朝。互いに今まで言えなかったお互いの過ちや好意を伝え、愛は中学時代に朝からプレゼントされたペンダントを託し、朝に見守られながら消滅。朝は愛生の協力により仮想空間を脱出し、仮想空間はイレイサープログラムによって愛生と共に消滅。衛星も制御を失って大気圏に突入し燃え尽きた。
愛生の暴走による騒動が終結した後、朝は引きこもりをやめ、大学に進学していた。夏川 日葵や森山 奏太と友達になった朝は彼らに食事に誘われるが、それを断り愛の墓参りに行く。墓参り後自宅に戻ると、そこは4つのダンボール箱が置かれており、中に入っていたのは好乃によって現実の体を手に入れたアメリア、カリン、モンファ、イリーナだった。また、少し遅れて徒歩で朝の家に向かう愛生も合流。こうして仮想空間ではなく現実で6人の共同生活を続けることとなった。

## 登場人物

### 柏樹家
柏樹 朝（かしわぎ あさひ）
声 - 逢坂良太、南真由（幼少期）
本作の主人公である男子高校生。10月8日生まれ。高校2年生。
至って普通の高校ライフを満喫しようとしたところ、朝の占いの結果どおりに5人のメンバーと登校中に遭遇。さらにそのメンバーを父親から結婚相手の候補として押し付けられ共同生活をすることになった。
自炊は全く出来ないらしく、食事は毎回バナナ一本。共同生活を始めてからは愛生が作った料理を食べている。
現実世界での朝は、2年前の中学3年の冬に愛を失ったものの、高校に進学し2年ほどは学校に通っていたが、（作中では明言されていないが高校3年に進級できなかったことも重なって）学校に通っていない引きこもり状態を9月まで続けていた。そのため、元の世界に戻ってきたときに学校に通った際は周りの人が朝のことを知らない状態だったが、唯一日葵だけは朝について気づいていた。
好乃や強制ログアウトから逃れたアメリア達によって立ち直り、愛生の暴走を止める為、衛星の仮想空間にアクセスする。仮想空間内ではアメリア達が消滅してしまいながらも愛生と愛の元にたどり着き、愛へ自分の思いを告白し消滅を見届けた後、愛生の協力で仮想空間を脱出する。
その後は引きこもり生活を辞め大学に進学して友達もでき、またダンボールで配達されたアメリア達、徒歩で来た愛生と現実で再び共同生活を始める。
和泉沢 愛生（いずみさわ あおい）
声 - 伊藤美来
朝のクラスの転校生である赤い眼鏡と2つの三つ編みが特徴の少女。10月1日生まれ。特技は料理と裁縫。
メンバーのまとめ役。柏樹家の家事全般を担っている。
実はヒロイン達の中で初期に作られた為、愛と外見が非常に酷似しており、性格なども誰よりも彼女に近い。
仮想空間における朝との接触によって愛の意識が覚醒し暴走、衛星のネットワークを占拠して電子機器を停止し、街を混乱させた。
仮想空間の最深部で朝を待っており、朝がたどり着くと愛の元へ朝を送り出し、その後朝を仮想空間から脱出させた。
その後は衛星ごと消滅してしまったが、好乃によって現実の体を手に入れ、ダンボール箱で配達された他4人とは異なり、自分の足で向かいたいという理由で徒歩で朝の家に向かい、玄関のチャイムを押したところで物語が終了した。
アメリア・アーヴィング
声 - 竹達彩奈
アメリカ出身留学生。猫耳型のスピーカー付きヘッドフォンを付けた赤いツインテールの少女。3月26日生まれ。
毎回、AIの掃除ロボットに間違われて下着を処分されそうになる。ツンデレな性格のため、素直になれないこともあるが惚れたら一途になるタイプであの手この手で朝に婚姻届を書かせようとする。貧乳気味なのを気にしている。
特技は暗算の理系であり、日本語自体は堪能だが漢字を書くことが苦手。それもあってテストで苦しんでいたものの、朝らの力もあって克服した。
留学に当たって日本語の勉強はしているが、題材の殆どがエロ漫画などの卑猥なものであり、漫画の展開が現実に存在すると思い込んでいる。
愛生の暴走をいち早く察知し、メンバーの皆で退避する立役者の一人となった。
再び朝が仮想空間内に来ると、学者風の恰好に変身し愛生の元への道案内を行い、BTに襲われる中最後の抜け道へ朝を送り出し、直後に消滅した。
その後、好乃によって現実の体を手に入れてダンボール箱に詰められて配達され、朝の家に到着。現実の世界で朝と共同生活を始める。なお体型も忠実に再現されているため、バストサイズが改善されなかったことに文句を漏らした。
イリーナ・イリューヒナ
声 - 高橋李依
ブルガリア出身の留学生。銀色のショートヘアーの少女。8月30日生まれ。趣味は菓子作り。
朝と出会ってしばらくは、イリヤ・イリューヒンという男子として扱われたまま結婚相手の候補として暮らすこととなる（朝の父親曰く「今の時代男とか女とかって垣根は必要ない」）。しかしこれは本来男を欲していた父親（声 - 杉崎亮）の「一生男として生きろ」という遺言に従っているものであり、本当はれっきとした女子である。一人称は男を演じる為「ボク」。よく犬に襲われる。
遺言を守り男を演じ続けたが、旅館の温泉で足を滑らせ、頭を打って気絶した際に朝にバレてしまう。その際、朝からは「イリヤらしく生きたら良い」と後押しされ、女子として生きたいと告白する。その後メンバーに本名と女子であることを告げ、以降は制服をホットパンツからスカートに切り替えるなど、一人の女子として生きていく道を選んだ。一人称も「私」を使うようになった。
再び朝が仮想空間内に来ると、天狗の姿になって朝の護衛を行うも、最期はカリンと共にBTの集団に負け消滅。
その後、好乃によって現実の体を手に入れてダンボール箱に詰められて配達され、朝の家に到着。現実の世界で朝と共同生活を始める。
白 夢華（バイ モンファ）
声 - 金元寿子
中国出身の新任教師。緑色のお団子ヘアーの女性。11月11日生まれ。
日本語堪能なお姉さん。身体能力が非常に高く武術も嗜んでいる。美人で巨乳な上に優しい性格から、男女問わず生徒からの人気は高い。一方で高い身体能力をうっかりで発揮した結果周囲に迷惑をかけるほか、かなりの酒豪の上酔うと絡み酒になることから、柏樹家のメンバーには呆れられている。
かつてはブラッディ・タイガーというコードネームで優秀なエージェントであった。「彼女が通った後には血の川が流れる」と言われ恐れられるほどで、武闘派なのはそれが理由。ある時自分の仕事に疑問を持ったことでエージェントを辞め、現在の教師へと転職した。しかし過去に戦った組織からはいまだに狙われており、2話では路地裏で朝とキスをしてカップルの振りをすることでスーツの男達の追跡を逃れた。
サンダース大佐に夢華を誘い込むエサとして朝を誘拐され、朝に過去を知られたことを気にして柏樹家と決別しようとしたが、「先生は先生であり、俺たちの家族だ」と朝から告げられ、以降も朝の家族の一員として暮らす。
朝からは「先生」と呼ばれていたが、10話の終盤以降から本人の要望もあり、「モンファ」と名前で呼ぶようになる。
10話でイレイサープログラムによって強化されたサンダース大佐と対峙する。朝を逃し、サンダース大佐を含めた追っ手と戦闘。殲滅することに成功するが、自身もイレイサープログラムによるダメージを負い消滅してしまった。
その後、好乃によって現実の体を手に入れてダンボール箱に詰められて配達され、朝の家に到着。現実の世界で朝と共同生活を始める。
カリン・イステル
声 - 高野麻里佳
ドイツ出身の留学生。金髪のボブヘアの少女。2月13日生まれ。
「自分が可愛い」と思っているナルシストなぶりっ子。日本で人気急上昇中のモデル。特技は歌とダンス。
当初こそお互いの第一印象は最悪だったが朝の優しさに触れ、花嫁姿になったりラブホテルに連れて行くなど積極的にスキンシップを取ろうとしたり「朝が好き」と宣言して近づこうとするが、よくスルーされる。よく仲間（特にモンファ）をからかい、モンファからその怪力で制裁を加えられることもしばしば（終盤、彼女が最強のエージェントだと知った後、からかうのは止めようと誓った）だが、根は友達想いで仲間を想う気持ちも本物で愛生が暴走した際、自分達にそのことを隠していたことを怒ったり、モンファが自分を犠牲にして消滅したときは悲しんでいた。
ある日モデルの撮影中、突然落ちてきたソドに「ボクと契約して魔法少女になってんごむ」と懇願され魔法少女になる。魔法少女として活動するために必要な、好きな相手にたいしてドキドキすることで溜まる「ときめき・ドキドキ・ラブラブパワー（通称TDL）」を風呂場で入浴中の朝を覗いたり、脱衣した朝の衣服を嗅ぐなどして集め、人知れずBTと戦っていた。しかしBTの本体が登場した最終決戦でそのTDLが尽きてしまい、ソドが用意した「マジックマッチング号（通称MM号）」で朝と契りを交わそうとするが、朝から「カリンは俺にとって大切な家族だから、契りを結ぶのは本当に好きな人とやって欲しい」と告げられ、拒否される。一時は敵の攻撃で窮地に立たされるが、自分のことを本気で考えてくれた朝に本気の好意を抱き、TDLが溜まり覚醒したことで敵を撃墜し、更に朝の協力もあってBTの本体を撃墜することに成功する。
本気の好意を抱いた後は今まで行っていたスキンシップが、恥ずかしさでできなくなっている。しかし7話では対応が元に戻っていた。
魔法少女としての活動中は画面右上にTDLの量を表すゲージが表示されており、視聴者に消費量や回復量が分かりやすくなっている。
愛生の暴走においては、魔法で他のメンバーの退避を行い、立役者の一人となった。
再び朝が仮想空間内に来ると、再度魔法少女の姿で援護を行うも、最期はイリーナと共にBTの集団に負け消滅。
その後、好乃によって現実の体を手に入れてダンボール箱に詰められて配達され、朝の家に到着。現実の世界で朝と共同生活を始める。
ラブリン
声 - 井澤詩織
柏樹家の生活をサポートするAIロボット。目覚まし時計、音声メッセージの送受信、通信機などの機能をもつ他、話しかけることで家電を遠隔操作してくれる。モニターが付いたニンジンを持つウサギ、と見た目は愛らしいが、かなりの毒舌。
柏樹家の一機だけでなく、各国仕様の複数のラブリンが存在し、現実世界にも存在する為、アメリア達の避難所にも使われた。
10話では、好乃が仮想世界の朝をフォローするため朝と共に送り込まれる。ただあくまでもラブリンを通しての会話となったことから、口調はそれまでのラブリンと同じく毒舌のままだった。衛星の仮想空間に侵入した際に好雄と交代、この時ラブリンを破く形となったため使い物にならなくなり、強制ログアウトを執行する掃除ロボットに捕まって消去された。
最終回の現実世界でも登場しており、義体を得たアメリア達が入った段ボールが届いたことを朝に伝えた。
朝の母
声 - 金月真美
朝の母で主婦。VRの仮想世界では登場せず、アニメ第8話の現実世界になってようやく登場した。
朝の父
朝の父。VRの仮想世界にて、朝に愛生たちと共同生活させることを通信で告げる。
登場はそれだけで現実世界に戻った後も一切登場せず、そもそも存命しているかどうかも不明となっている。

### 学校関係者
伊集院 好雄（いじゅういん よしお）
声 - 福山潤
朝の親友である一人。4月1日生まれ。
謎のネットワークを持っており、あらゆる情報を仕入れている典型的な悪友キャラポジションでアメリアやカリンにあしらわれている。
別荘やプライベートビーチ、リムジンを所有しており、かなりの富豪であることがうかがえる。
実は好乃・ファインマンが仮想世界にいる朝と対話するためのアバター。7話では暴走した愛生によってリムジンに衝突され、強制的にログアウトされた。
10話で朝が仮想世界へ乗り込んだ際、好乃の手で朝のフォロー役としてラブリンと交代する形で（全裸で）送り込まれ、仮想空間内の朝の家にたどり着いた際ソドと交代。操作する人物がいない好雄は意識の無い状態となり、朝の家に残された。その後は登場しない。
森山 奏太（もりやま かなた）
声 - 広瀬裕也
現実世界において、本来は朝が座っていたはずの席についていた男子生徒。現実世界で何か月も登校していなかった朝の存在を知らなかった。
その後は朝と友達になり、遊びに誘っている。
夏川 日葵（なつかわ ひまり）
声 - 高田憂希
現実世界において、朝と顔見知りの女子生徒。奏太を含めた周囲が朝を理解していなかった反面、真っ先に朝の存在を把握していた。
その後は朝と友達になり、遊びに誘っている。

### その他の登場キャラクター
サンダース大佐
声 - 玄田哲章
かつて夢華の手により自分の部隊を壊滅させられた過去があり、夢華への復讐に燃える男。柏樹家に侵入し、ベッドに忍び込んで朝を待ち伏せし、帰宅した朝を誘拐して夢華を誘い込み、排除を試みる。スーツを着た大柄の男性に見えるが、皮膚は偽装用の人工皮膚であり、中身は機械仕掛けのサイボーグ。
一度は回転ベッドに巻き込んだ特殊合金製の糸で糸鋸のように身体を締め付けられて拘束されるも、皮膚を剥がしながら脱出し、夢華を追い詰める。しかし割り込んだ朝にローションを投げつけられ、電流の走る棒を押し付けられたことでローションが通電し感電。思わず怯んだところを夢華の手でとどめを刺された。
10話で再登場。一度は夢華に瞬殺されるも、イレイサープログラムでそれまで以上に強化されて復活し、朝たちの行方を阻む。しかし最終的には朝をかばった夢華により再度敗れ去る。
ソド
声 - 加藤英美里
ヒーニング次元からやってきたという、見た目はコンドームを装飾として身にまとっているウサギの妖精。本名は相模・岡本・デラックスであり、その頭文字（Sagami Okamoto Deluxe）を取ってソドと呼ばれる。「～ごむ」を語尾に付ける口調が特徴的。ヒーニング次元から同じくやってきたボールテイカー（通称BT）を追ってこの世界へ舞い込み、カリンに助けを求めた。
なお、耳にはゴム（Great Optical Mirageの略）を付けており、万が一耳を引っ張られても一度は回避が可能。
実は好雄と同様好乃が仮想空間にいる朝達と対話を行うためのアバターである。
10話で再登場し、好雄同様に好乃がソドを通じて朝のフォローをした。しかしイレイサープログラムで強化されたスーツの男に捕まり、消去されてしまったことで好乃は朝と交信できなくなってしまった。
ボールテイカー
ヒーニング次元からやってきたモンスター。通称BT。細い二本足で立つ球状の巨大な本体と、本体から射出され、去勢器具を模したアームからピンク色のリング型レーザーを発射し、男性の股間にゴールデンボム（通称GB）を取り付けて起爆する「ミニBT」で構成される機械の軍団。GBの起爆によって男性の生殖機能を奪い、生物を絶滅させることを目的とする。
最終的に覚醒したカリンと朝によって本体が撃墜された。
11話においてはイレイサープログラムの強化によって色が黒く変わったミニBTの集団が登場。カリン、イリーナ、アメリアを数で押しつぶし消滅させた。
好乃・ファインマン（よしの・ファインマン）
声 - 藤井ゆきよ
朝担当の研究員。AIの感情をテストするため、SNSで募集をかけ朝を対象に選択する。朝をVR世界に置いて研究する傍ら、自身は伊集院好雄として仮想世界で朝のフォローに回っていた。
朝が強制的に現実世界に戻されたあとは研究所に朝を連れてきて現状を教え、愛生の暴走が発生した際は愛生が送ったメッセージからそれを解決するカギが朝であると考え、衛星へのアクセスをサポートする。
一方で朝の部屋の匂いを嗅いだり、ベッドの下にエロ本を隠してないか見ようとするなど、スケベ親父のような一面を見せている。
仮想空間に朝を送り込んだ際、自分もラブリンのアバターを送り込み、その後も好雄、ソドとアバターを乗り換えてサポートを行うも、ソドが消去されたため朝との通信が途絶。その後は朝の仮想空間からの帰還を待った。
仮想空間から朝が帰還した後は自力で会社を立ち上げ、AIの更なる発展型であるAOI（アオイ）を製作。また愛生達に現実の体を与え、朝の家に送り出した。
生方（うぶかた）
声 - 下地紫野
好乃の後輩研究員。好乃の行動に振り回される存在だが、所長に「好乃の解雇だけは止めて欲しい」と頼み込むなど、後輩なりに好乃を気遣っている。愛生の暴走後は所長の目を盗み、好乃のもとへ向かって手助けをする。
仮想空間から朝が帰還した後は、好乃の会社に所属し働いている。
沢渡所長（さわたりしょちょう）
声 - 斎藤寛仁
好乃や生方が勤務する研究所の所長で、自己中心的に動く好乃に手を焼かされている。その結果、謹慎処分として好乃に研究所への出入りを当面禁止した。しかし処分中に朝と研究所に出入りしたことで、解雇通告を宣言してしまう。
あまり有能とは言えず、愛生の発したメッセージを無視し、周囲に怒鳴り散らした挙句、電子機器を停止させた愛生を衛星ごと処分し、ライフラインの混乱の原因が自分達の研究であることの証拠隠滅を企む。最終的に衛星の処分は成功したが、その後は登場せず身柄がどうなったかは不明。
井澤 幸太郎（いざわ こうたろう）
声 - 大塚明夫
故人。愛の父親であり、AI研究の権威者であり、作中世界で当たり前のように利用されているAIのベースを築いた。
3年ほど前、自分の娘の愛が病に侵され余命幾ばくもない中、愛の脳をコピーし、それまではなかった人工意識を持つAIを生み出し、愛と同じ名前の「アイ」と名付ける。その後は娘の死のショックで勤めていた研究所を辞め、自らの研究に没頭するようになる。その後の経緯は描写されておらず、死因も不明。
井澤 愛（いざわ あい）
声 - 伊藤美来
1話の冒頭で顔が分からない状態で登場し、その後7話の最後に素顔を見せた女の子。容姿は和泉沢愛生に酷似しており、実は朝の幼馴染で故人。
中学3年の冬に脳の病のため入院を強いられ、春に差し掛かる頃そのまま病魔に侵され亡くなった（桜の木を一緒に見ようと朝と約束していたことが愛生の拘りに繋がった）。愛の脳は父親によりAI開発の材料に利用され、これにより汎用型人工知能が完成し、この汎用型人工知能が世界中の人工知能に搭載されるようになった。実験の為に作られたAIであるはずのアメリア達が幼い頃の朝との記憶を持っているのは愛の記憶が自分の記憶と混ざったためであり、これがアメリア達の真の好意に繋がった。
5人の中に愛の意識が残っており、仮想空間内において愛生を通して朝と再会。当初は自分を忘れさせるために拒絶したが、朝の告白に対して自分の余命のため今まで言えなかった好意を伝え、ペンダントを託して消滅した。
イレイサープログラム
声 - うさみ航
沢渡によって仮想世界へ送られたプログラム。巨大な機械の蛇といった外見で、口腔内から発射されたレーザーに当たったあらゆるデータを消去する。
愛生の暴走により街中が混乱に陥ったため、衛星の仮想空間を消滅させ、全てを無かったことにする目的で送り込まれた。サンダース大佐をはじめ、イレイサープログラムの力を得たものは頑丈となり力も大きく向上し、捕まっただけでデータを消去される危険な状態となる。
最終的に衛星ごと仮想空間が消滅したため、プログラムも役目を終えて消滅した。

## 用語
MCH神経
メラニン凝集ホルモン（Melanin-concentrating hormone）を産生する視床下部神経。
メラニン凝集ホルモンは1983年にサケの脳下垂体から抽出されたホルモンで哺乳類にも存在されていることが確認されている。2019年に伊澤俊太郎らの研究によりレム睡眠中に記憶を消去する役割があることが解明された。
作中ではこれを活性化させることにより仮想世界に入る前の記憶を一時的に消していた。
AOI（アオイ）
汎用人工知能（Artificial General Intelligence、AGI）とは特定の課題だけではなく人間のようにあらゆる課題に対応できる人工知能。自ら学習を行い自意識を持った強いAIのことを指す。
作中ではいわゆる全脳アーキテクチャと呼ばれる人間の脳を真似て一から作る方法で汎用人工知能を作ろうとしたがうまくいかず、いわゆる全脳エミュレーションと呼ばれる人間の脳をコピーする方法で、幸太郎が愛の脳をコピーすることで作成した。
これを全知型人工知能とよんでおり、この英語名（Artificial Omniscient Intelligence）の頭文字をとってAOIと呼んでいる。
作中ではより人間の感情を理解したAOIの製作のためのデータ収集としてアメリア達が作られ、朝と仮想空間での共同生活を送ることとなる。エピローグにおいて好乃の手で無事完成し、世間に普及させる準備が整えられている。
フロップス
FLOPS（Floating-point Operations Per Second）はコンピューターの処理性能を示す指標の一つである。
1秒間に浮動小数点演算が何回できるかを数値であらわす。
キュービット信号
キュービットという量子ビットを用いることで既存の技術よりも遠くに情報を伝達することができるようにする技術であり、地上と宇宙空間との通信に使用に向いた技術で、その時に発生する信号である。「0」「1」以外の信号も使うことができるため、伝達効率も高い。
作中では衛星のネットワークを支配した愛生が、メッセージを残すために使用した。
時間結晶
通常の結晶は時間によって変化することがないが、時間結晶とは同じ条件でも時間により変化が発生する結晶である。2022年時点ではまだ提唱段階で実現できてはいない。

## スタッフ
- 原作 - Love Flops Project[3]
- 監督 - 長山延好[3]
- 助監督 - 浅利藤彰、由井翠[3]
- シリーズ構成・脚本 - 安本了[3]
- キャラクターデザイン・総作画監督 - 植田和幸[3]
- 衣装設定 - 藤井望、本多恵美、半澤淳、うしろめ
- プロップ設定 - 鈴木勘太、及川佳那子（第2話 - ）、村上竜之介、浜崎賢一（第4話）、京須ケンタ（第9話）
- 色彩設計 - 鈴木咲絵[3]
- 美術設定 - 綱頭瑛子[3]、多田周平、斉婉廷
- 美術監督 - 草薙[3]
- 撮影監督 - 林幸司[3]
- 3D - 山田太郎[3]
- 編集 - 丹彩子、新沼奈美[3]
- 音響監督 - ひらさわひさよし[3]
- 音響効果 - 猪俣泰史[3]
- 音響制作 - マジックカプセル[3]
- 音楽 - 末廣健一郎[3]
- 音楽制作 - KADOKAWA
- 音楽プロデューサー - 若林豪
- プロデューサー - 田中翔、石上丈太郎、西前朱加、大和田智之、外川明宏、中東豊和、和田卓治、加藤有宏、日比隆博
- アニメーションプロデューサー - 西藤和広
- アニメーション制作 - パッショーネ[3]
- 製作 - 恋愛フロップス製作委員会[3]

## 主題歌
「Love? Reason why!!」
鈴木このみによるオープニングテーマ。作詞・作曲はQ-MHz、編曲は岸田勇気、Q-MHz。オープニングテーマで流れるアニメーションの一部が、とある恋愛シミュレーションゲームのオープニングと酷似している。
「Flop Around」
和泉沢愛生（伊藤美来）、アメリア・アーヴィング（竹達彩奈）、イリーナ・イリューヒナ（高橋李依）、白夢華（金元寿子）、カリン・イステル（高野麻里佳）による前期エンディングテーマ。作詞・作曲・編曲は鈴木裕明。
歌の最初と最後はソロパートとなっており、放送されたエピソードによってソロパートを誰が歌うのかが変化する。第7話ではインストルメンタルとなり歌う人物がおらず、映像はヒロイン達が消えラブリンしか映らないエンディングとなっている。CDには一つのソロパート部分を複数人が次々と交代して歌っていく、という独自のものが収録されている。
「lost in the white」
井澤愛（伊藤美来）による後期（8話以降）エンディングテーマ。作詞はyuiko。作曲・編曲は石倉誉之。
エンディング映像では幼少期の柏樹朝、和泉沢愛生、アメリア・アーヴィング、イリーナ・イリューヒナ、白夢華、カリン・イステル、井澤愛が描かれる。
「With You」
井澤愛（伊藤美来）による第12話の挿入歌。作詞・作曲・編曲は篠崎あやと、橘亮祐。

## 各話リスト
| 話数       | サブタイトル                                    | 絵コンテ | 演出            | 作画監督 | 総作画監督                                                                       | 初放送日        |
| ---------- | ----------------------------------------------- | -------- | --------------- | --- | -------------------------------------------------------------------------------- | --------------- |
| EPISODE.01 | ガッツくなよ、ヘタクソかよ                      | 長山延好 | 浅利藤彰 由井翠 | 早坂皐月 𠮷田潤 LAZZ 近藤源一郎 阿部可奈子                                                                                 | 植田和幸                                                                         | 2022年 10月12日 |
| EPISODE.02 | 趣味とか性癖とか人それぞれだと思うし            | 長山延好 | 小松美香        | 日向晴香 亀谷響子 山口光紀 LAZZ 横田和彦                                                                                   | 植田和幸 露木愛里 近藤源一郎 武本大樹 早坂皐月 橋本英樹                          | 10月19日        |
| EPISODE.03 | ダメ! そんなところ そんな風に                   | 高橋成世 | 森友宏樹        | 山崎敦子 | 植田和幸 野田康行                                                                | 10月26日        |
| EPISODE.04 | すげーんだよ でけーんだ!                        | 高橋丈夫 | 武本大樹        | 鈴木雄大 横井将史 | 植田和幸 野田康行 早坂皐月 近藤源一郎 LAZZ                                       | 11月2日         |
| EPISODE.05 | 胴震いするようなイイ女だぜ                      | 森本育郎 | 多田野緋兎      | 亀谷響子 横田和彦 寿夢龍 山根あおい 紺野みすみ 石田啓一 楊明坤                                                             | 植田和幸 井上貴騎 橋本英樹 野田康行 露木愛里 中野圭哉 早坂皐月 中村優作 LAZZ     | 11月9日         |
| EPISODE.06 | た、タマがねぇ……チンも……                        | 森本育郎 | 森友宏樹        | 海堂ひろゆき 武本大樹 舛舘俊秀 LAZZ                                                                                        | 植田和幸 武本大介 中村優作 桜井正明 中野圭哉 近藤源一郎 野田康行                 | 11月16日        |
| EPISODE.07 | 延長料金とられんぞ                              | 長山延好 | 貴田祐太        | 早坂皐月 𠮷田潤 LAZZ 亀谷響子 松村康功 阿部可奈子 寿夢龍 鈴木雄大 海堂ひろゆき 山根あおい 紺野みすみ 吉田龍一郎            | 植田和幸 露木愛里 野田康行 橋本英樹                                              | 11月23日        |
| EPISODE.08 | 早いのも嫌われるけど、 遅過ぎるのも嫌がられんぞ | 石黒達也 | 久保太郎        | 紺野みすみ 山根あおい 横田和彦 LAZZ 海堂ひろゆき 吉田龍一郎 松村康功                                                       | 桜井正明 橋本英樹 中村優作                                                       | 11月30日        |
| EPISODE.09 | ママから赤ちゃんプレイのお誘いだぞ              | 吉川博明 | 久保太郎        | 渡會龍司 阿部可奈子 中尾高之 野口智也 寿夢龍 石田啓一 LAZZ                                                                 | 五反孝幸                                                                         | 12月7日         |
| EPISODE.10 | やっぱりナマはキケンゴム                        | 吉川博明 | 嵯峨敏          | 寿夢龍 鈴木雄大 中野圭哉 中村優作 舛舘俊秀 横井将史 紺野みすみ 山根あおい 空久保美貴 山下由利子 森友宏樹                   | 橋本英樹 桜井正明 露木愛里 武本大介 亀谷響子 LAZZ                                | 12月14日        |
| EPISODE.11 | あなたに会えてよかった                          | 頂真司   | 武本大樹        | 寿夢龍 海堂ひろゆき 武本大樹 松村康功 中野典克 横田和彦 鈴木雄大 舛舘俊秀 阿部可奈子                                       | 橋本英樹 LAZZ 武本大介 亀谷響子                                                  | 12月21日        |
| EPISODE.12 | せめてパンツくらいはいたらどうだい              | 森本育郎 | 浅利藤彰        | 寿夢龍 海堂ひろゆき 紺野みすみ 山根あおい 武本大介 中村優作 武本大樹 鈴木雄大 舛舘俊秀 横田和彦 中野典克 小田祐莉 渡部海月 | LAZZ 野田康行 植田和幸 橋本英樹 阿部可奈子 桜井正明 亀谷響子 横井将史 佐倉みなみ | 12月28日        |

## 放送局
| 放送期間                      | 放送時間                     | 放送局     | 対象地域 | 備考                                            |
| ----------------------------- | ---------------------------- | ---------- | -------- | ----------------------------------------------- |
| 2022年10月12日 - 12月28日     | 水曜 21:00 - 21:30           | AT-X       | 日本全域 | 製作参加 / CS放送 / 字幕放送 / リピート放送あり |
| 2022年10月13日 - 12月29日     | 木曜 1:00 - 1:30（水曜深夜） | BS11       | 日本全域 | 製作参加 / BS放送 / 『ANIME+』枠                |
|                               | 木曜 1:05 - 1:35（水曜深夜） | TOKYO MX   | 東京都   | 製作参加                                        |
|                               |                              | KBS京都    | 京都府   |                                                 |
|                               |                              | サンテレビ | 兵庫県   | 製作参加                                        |
| 2022年10月18日 - 2023年1月4日 | 火曜 2:05 - 2:35（月曜深夜） | テレビ愛知 | 愛知県   | 製作参加 / 最終話は放送日時変更                 |

インターネットではひかりTVおよびABEMAにて地上波同時・最速配信。

## Blu-ray
| 巻 | 発売日        | 収録話         | 規格品番    | 規格品番 |
| 巻 | 発売日        | 収録話         | Blu-ray BOX |          |
| -- | ------------- | -------------- | ----------- | -------- |
| 上 | 2023年1月25日 | 第1話 - 第6話  | ZMAZ-16291  |          |
| 下 | 2023年3月24日 | 第7話 - 第12話 | ZMAZ-16292  |          |

## Webラジオ
『『恋愛フロップス』ラジオ おいでよ!あさひんち』は、2022年10月11日から2023年1月10日まで音泉にて配信されたWebラジオ。パーソナリティは柏樹朝役の逢坂良太、和泉沢愛生役の伊藤美来、カリン・イステル役の高野麻里佳が各回2名ずつ交代で務める。

## 漫画
石坂リューダイの作画で『ヤングアニマル』（白泉社）にて、2022年13号から2023年15号まで連載。
- Love Flops Project（原作）・石坂リューダイ（漫画）『恋愛フロップス』白泉社〈ヤングアニマルコミックス〉、全3巻
  1. 2022年9月29日発売[21][22]、ISBN 978-4-592-16616-0
  2. 2022年12月27日発売[23]、ISBN 978-4-592-16617-7
  3. 2023年9月29日発売[24]、ISBN 978-4-592-16618-4